# 水南街道 (南平市)
水南街道，是中华人民共和国福建省南平市延平区下辖的一个乡镇级行政单位。

## 行政区划
水南街道下辖以下地区：
铁路社区、横排社区、后厂社区、后谷社区、篁路口社区、茅坪社区、合坑社区、院口社区、合作社区、九峰社区、东坑村、八仙村、后谷村、岭炳洋村、上地村、玉地村和罗源村。